# Yrjö Hietanen
Yrjö Jalmari Hietanen (Helsinki 12 juli 1927- Helsinki, 26 maart 2011) was een Fins kanovaarder. 
Hietanen behaalde zijn grootste succes tijdens de Olympische Zomerspelen 1952 in eigen land, door samen met Kurt Wires de gouden medaille te winnen op de K-2 1000 meter en de K-2 10.000 meter.

## Belangrijkste resultaten

### Olympische Zomerspelen
| Editie | Plaats    | Resultaten            |
| ------ | --------- | --------------------- |
| 1952   | Helsinki  | K-2 1000m K-2 10.000m |
| 1956   | Melbourne | 7e K-2 10.000m        |

1936: Alfons Dorfner & Adolf Kainz ·
1948: Hans Berglund & Lennart Klingström ·
1952: Yrjö Hietanen & Kurt Wires ·
1956: Meinrad Miltenberger & Michel Scheuer ·
1960: Gert Fredriksson & Sven-Olov Sjödelius ·
1964: Sven-Olov Sjödelius & Gunnar Utterberg ·
1968: Vladimir Morozov & Aleksandr Sjaparenko ·
1972: Nikolai Gorbatsjov & Viktor Kratasjoek ·
1976: Sergej Nagorny & Vladimir Romanovski ·
1980: Vladimir Parfenovitsj & Sergej Tsjoechrai ·
1984: Hugh Fisher & Alwyn Morris ·
1988: Greg Barton & Norman Bellingham ·
1992: Kay Bluhm & Torsten Gutsche ·
1996: Antonio Rossi & Daniele Scarpa ·
2000: Beniamino Bonomi & Antonio Rossi ·
2004: Henrik Nilsson & Markus Oscarsson ·
2008: Martin Hollstein & Andreas Ihle ·
2012: Rudolf Dombi & Roland Kökény ·
2016: Marcus Groß & Max Rendschmidt ·
2020: Thomas Green & Jean van der Westhuyzen
1936: Ludwig Landen & Paul Wevers ·
1948: Gunnar Åkerlund & Hans Wetterström ·
1952: Yrjö Hietanen & Kurt Wires ·
1956: László Fábián & János Urányi